# 蔡長昆
蔡長昆（1960年3月2日—），臺灣雲林縣政治人物，曾任麥寮鄉鄉長，後因涉賄選遭到解職。

## 政治參與
2010年，蔡長昆當選麥寮鄉鄉民代表，2014年連任並當選鄉民代表會主席。2018年，時任麥寮鄉鄉長許忠富在選舉登記前夕宣布放棄連任，改由蔡長昆參選且只有其一人競逐，故只要獲得20%選票就能當選，因而引發爭議，但最終仍順利當選，並於2022年成功連任。
2024年1月18日，蔡長昆於擔任鄉長期間因涉賄選遭解職。不久後因涉嫌在任職鄉長期間對綠能業者恐嚇、勒索而遭到收押；2025年4月16日，監察院通過彈劾，全案移送懲戒法院審理。

## 選舉紀錄
| 年度 | 選舉屆數                   | 選舉區           | 所屬政黨 | 得票數 | 得票率 | 當選標記 | 備註 |
| ---- | -------------------------- | ---------------- | -------- | ------ | ------ | -------- | ---- |
| 2010 | 第十九屆麥寮鄉鄉民代表選舉 | 麥寮鄉第一選舉區 | 無黨籍   | 1,065  | 11.86% |          |      |
| 2014 | 第二十屆麥寮鄉鄉民代表選舉 | 麥寮鄉第一選舉區 | 無黨籍   | 1,923  | 16.94% |          |      |
| 2018 | 第十八屆麥寮鄉鄉長選舉     | 雲林縣麥寮鄉     | 無黨籍   | 8,068  | 100%   | 同額競選 |      |
| 2022 | 第十九屆麥寮鄉鄉長選舉     | 雲林縣麥寮鄉     | 無黨籍   | 6,310  | 24.66% | 因案解職 |      |